# Matěj Ryneš
Matěj Ryneš (* 30. května 2001 Horní Planá) je český profesionální fotbalista, který hraje na pozici levého krajního obránce za český klub AC Sparta Praha. Je také bývalým českým mládežnickým reprezentantem.

## Klubová kariéra
Ryneš je odchovancem TJ Smrčina Horní Planá, následně působil v juniorce Českých Budějovic a v roce 2017 přešel do akademie pražské Sparty.
Ve sparťanském B-týmu debutoval 8. března 2020 proti Domažlicím. Od dalších startů ho zbrzdila pandemie covidu-19, která zastavila soutěže. V následujícím ročníku nastoupil do 5 zápasů, poté se soutěž opět zastavila.
Pro sezonu 2021/22 byl natrvalo povýšen do rezervy, která vybojovala postup do 2. ligy. V té nastoupil poprvé 24. července 2021 v utkání 1. kola, odehrál témě celé utkání proti Chrudimi. Premiérový gól vstřelil 8. srpna ve 3. kole proti Varnsdorfu, gólem ale pouze zmírnil porážku 1:3. V následujícím kole proti Viktorii Žižkov obdržel červenou kartu.
Za sparťanský A-tým debutoval 22. září 2021 v utkání 3. kola MOL Cupu na hřišti Líšně, když nastoupil na závěr utkání místo Adama Karabce. V české nejvyšší soutěži si Ryneš odbyl debut 11. května 2022 v zápase proti Slovácku.
Dne 28. července 2022 debutoval Ryneš v evropských pohárech, nastoupil na závěrečných 10 minut utkání druhého předkola Konferenční ligy proti Vikingu.
V létě 2022 odešel Ryneš na hostování do Hradce Králové. V Hradci debutoval 13. srpna při prohře 1:2 s Viktorií Plzeň. Ryneš se rychle stal stabilním členem základní sestavy trenéra Miroslava Koubka a 13. listopadu vstřelil svou první v české nejvyšší soutěži, a to do sítě Slovácka. Střelecky se prosadil i v zápasech proti Baníku Ostrava (výhra 2:0) a Zbrojovce Brno (výhra 2:1). V dresu Hradce odehrál 27 utkání.
V podzimní části sezóny 2023/24 se Ryneš prosadil do základní sestavy Sparty na úkor Jaroslava Zeleného. 27. srpna vstřelil svou první branku ve sparťanském dresu, a to při výhře 3:1 nad Karvinou. Nastoupil do dvou zápasů základní skupiny Evropské ligy, v zápase proti Realu Betis si připsal asistenci na branku Veljka Birmančeviće.

## Reprezentační kariéra
Ryneš je bývalým českým mládežnickým reprezentantem.